# Dunmor
Dunmor – jednostka osadnicza w Stanach Zjednoczonych, w stanie Kentucky, w hrabstwie Muhlenberg.